# Ferme du Cornet
La ferme du Cornet est une ferme située à Saulcy, en France.

## Localisation
La ferme est située sur la commune de Saulcy, dans le département français de l'Aube.

## Historique
L'édifice est inscrit au titre des monuments historiques en 1993.